# Küküllőpócsfalva
Küküllőpócsfalva (románul Păucișoara) falu Romániában, Maros megyében. Közigazgatásilag Vámosgálfalva községhez tartozik.

## Fekvése
Dicsőszentmártontól 6 km-re keletre a Kis-Küküllő jobb partján fekszik.

## Története
Küküllőpócsfalva nevét 1314-ben említette először oklevél t. Wyfalu néven.
- 1361-ben Pochfolua, 1412-ben Pochfalwa, 1492-ben Pochfalua néven említik.[2]

1314-ben Gergely fia Pouch nevét említették egy oklevélben, kinek 22 M-t kellett fizetnie az alvajdának, hogy birtokába, Újfalu 2/3 részébe bevezessék, majd ugyancsak 1314-ben birtoka 2 részének visszaváltásáért Ehelleus erdélyi alvajdának. (Mivel fiainak 1357-ben Abosfalván volt birtokrészük, kétségtelen, hogy az Abosfalva melletti Pócsfalva névadójáról van szó). Pócsfalváról annyit tudunk, hogy Dicsőszentmárton 1278 évi határjárásakor még nem állt, mert a Küküllő ide eső határán csak "Szamársziget"-et említették.
1500-ban Pócsfalva Rákosi, Bíró, Nagy, Kis, Batiz, Sánta, Filep,
Pócsfalvai ~ Pócsi, Csulai ~ Gálfalvi Vancsa családok birtoka volt.
1439-ben a néhai Pochy-i Lukács tulajdonából rájuk szállott Sályi birtok ötödrészét a Sályiak zálogba adták Balad fia Péternek
1492-ben Pochfalwa-i Nagy Fülöp – felesége Margit és gyermekeik: Péter, Máté, Anna, továbbá Pochfalwa-i néhai Kis Imre gyermekei Pál, György, Orsolya és Pochfalwa-i Nagy Péter fia Mihály nevében is – tiltja a Batizokat Pochfalwa-i birtokrészük elidegenítésétől, majd ugyancsak 1492-ben Ugyanő ugyanazok nevében tiltja Székely Kelemen özvegyét: Pochfalwa-i néhai Sánta Gergely leányát: Katalint, hogy Pochfalwa-i részét elidegenítse.
1532-ben Gerendi László özvegye: néhai Váncsa Jánosnak néhai Haranglábi Ilonától született
leánya: Márta Pochfalwa birtokbeli anyai birtokrészét, másokkal együtt, leányának: Bánffy László
feleségének: Erzsébetnek ajándékozta.

## Itt születtek, itt éltek
- Ősz János (1863-1941) - tanító, népmesegyüjtő 1901-ben itt volt tanító Küküllőpócsfalván.